# Gynoplistia pallidicosta
Gynoplistia pallidicosta là một loài ruồi trong họ Limoniidae. Chúng phân bố ở miền Australasia.